# Unglückshäher (Art)
Der Unglückshäher (Perisoreus infaustus) ist eine Vogelart aus der Familie der Rabenvögel (Corvidae). Er ist ein Brutvogel der borealen Zone der Paläarktis.

## Merkmale

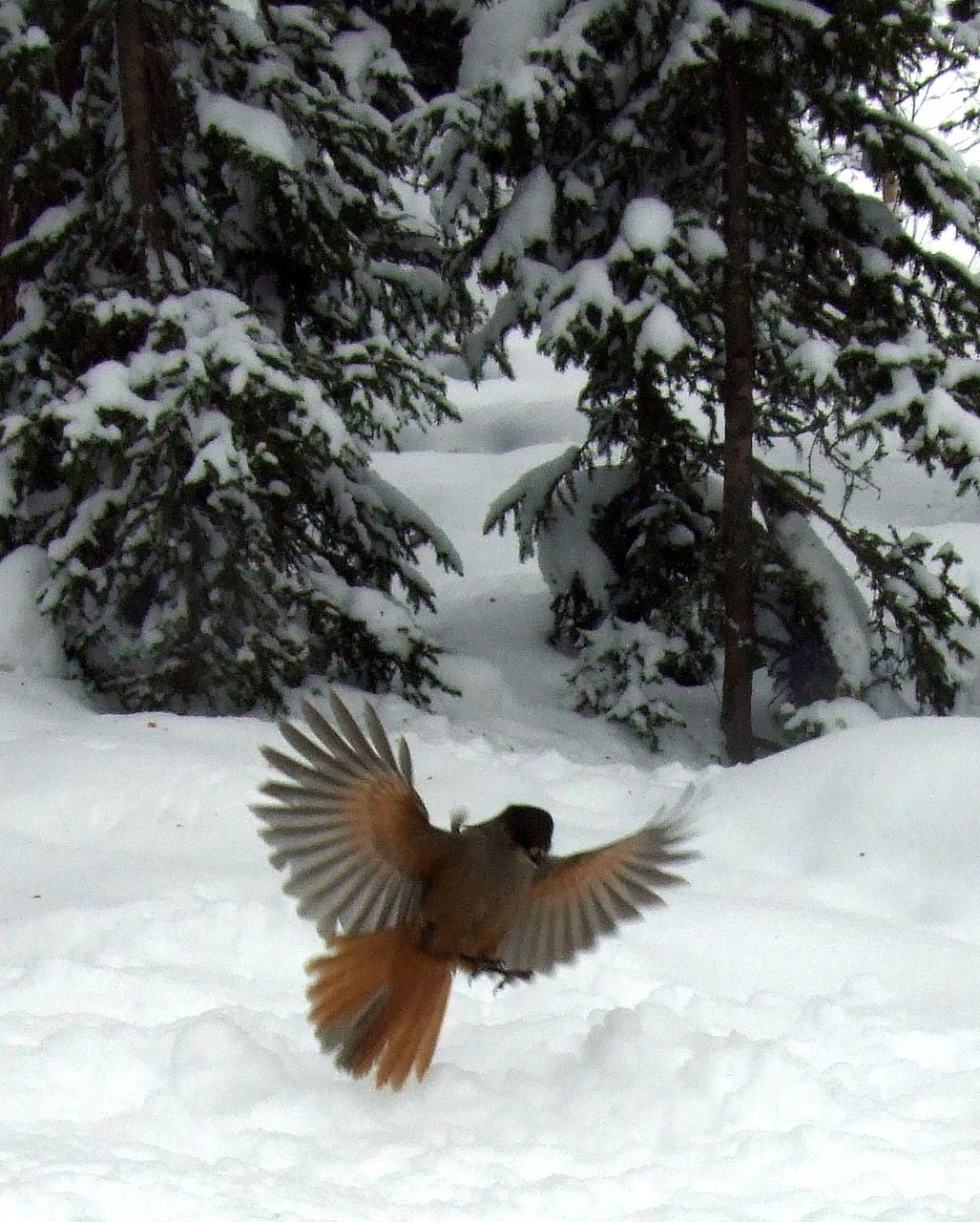
Die rötlichen Schwanz- und Flügelfedern sind oft nur im Flug zu erkennen

Unglückshäher werden 25 bis 31 cm groß, haben eine Flügelspannweite von 40 bis 46 Zentimeter und werden 80 bis 95 Gramm schwer. Die Geschlechter sehen gleich aus, die Grundfarbe ist ein Beigebraun. Der Rücken ist mittelgrau, Kopf und Nacken sind mittelbraun. Bürzel und Schwanz sind rotbraun; auch die Flügel erscheinen im Flug rötlich. Unglückshäher sind eher stumm, können aber wie Eichelhäher krächzen, wenn sie erschreckt werden. Sie leben unauffällig und zurückgezogen, sind aber trotzdem nicht scheu, sondern verhalten sich eher neugierig, wenn Wanderer vorbeikommen.

## Verbreitung und Name

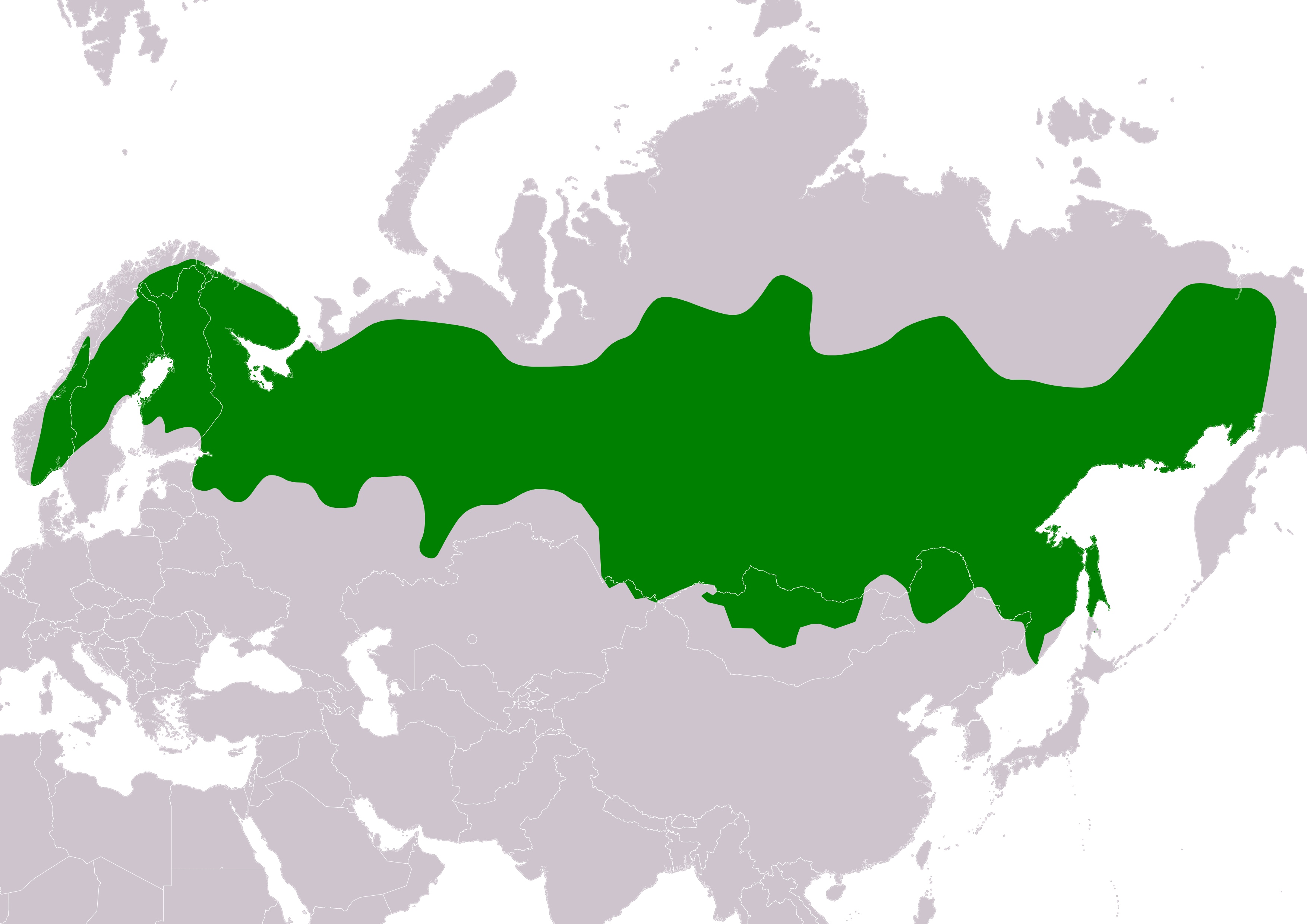
Verbreitung des Unglückshähers:
Ganzjähriges Vorkommen
Zusammengestellt von "BirdLife International and Handbook of the Birds of the World (2016) 2016, IUCN 2020.1"

Das Verbreitungsgebiet des Unglückshähers umfasst etwa 10.000.000 km².
Er lebt in Mittel- und Nordskandinavien (Norwegen, Schweden, Finnland und Teile Russlands) sowie in der sibirischen Taiga. Seine Brutgebiete waren Kasachstan, Norwegen und große Teile der russischen Landmasse mit dem Schwerpunkt auf dem asiatischen Teil. In Belarus, Estland, Lettland, Polen, Slowakei und der Ukraine ist er vorhanden, aber kein Brutvogel. Seinen deutschen Namen soll er jedoch aus dem Mittelalter haben, wo er in harten Wintern doch nach Süden wanderte und, wenn auch nur sehr selten, in Mitteleuropa anzutreffen war. Sein Auftauchen wurde abergläubisch als Vorzeichen drohenden Unglücks angesehen.

## Population und Gefährdung
Für das Verbreitungsgebiet in Europa wurde ein Bestand von 430.000 bis 761.000 Brutpaaren ausgewiesen, der sich aus einer Gesamtanzahl von 859.000 bis 1.520.000 erwachsenen Vögeln ergab (BirdLife International 2015). Der weltweite Gesamtbestand von Perisoreus infaustus umfasst laut IUCN rund 4.295.000 bis 7.600.000 ausgewachsene Vögel, somit wurde der Bestand in Europa auf 20 % des Gesamtbestandes im Oktober 2016 taxiert. Es bestanden Anzeichen für einen leichten Rückgang des Bestandes, dennoch war laut IUCN nicht von einer akuten Gefährdung der Art auszugehen. Für die europäische Population wurde ein stabiler Bestand aufgezeichnet und für den Gesamtbestand wurde der Unglückshäher auf der Roten Liste der gefährdeten Arten als nicht gefährdet eingestuft.

## Lebensraum
Unglückshäher leben in Mittel- und Nordskandinavien sowie in der sibirischen Taiga. Ihr Lebensraum sind die dortigen Nadel- und Mischwälder, sie brüten in dichten flechtenbehangenen Beständen. Sie sind lebhaft und fliegen wendig zwischen Bäumen und dichtem Bewuchs hin und her oder turnen durch die Zweige. Sie sind ausgesprochene Standvögel.

## Ernährung
Unglückshäher sind Allesfresser. Ihre Hauptnahrung besteht aus Samen von Nadelbäumen, Nüssen und Beeren, Kleintieren, Eiern, Pilze, Aas, Larven, andere Wirbellose und Insekten. Sie legen wie die Tannenhäher für den Winter Vorräte in Bäumen in der Borke an, die sie auch im Schnee wiederfinden.

## Sozialverhalten

### Brutpflege

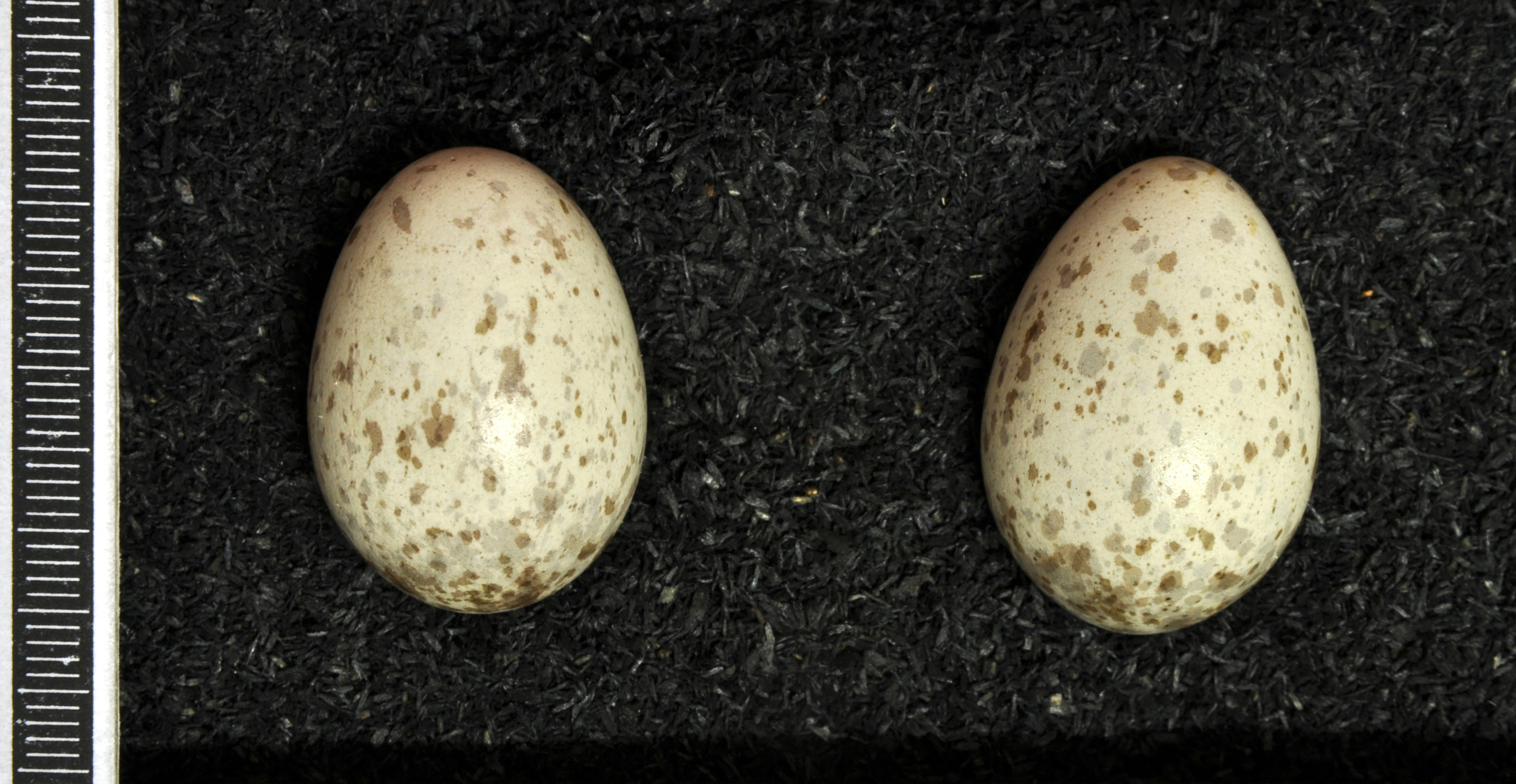
Gelege, Sammlung Museum Wiesbaden

Die Reisignester werden ab Ende März bis April im Nadelbaum-Dickicht mehrere Meter über dem Boden gebaut. Passend zu den teilweise noch sehr tiefe Temperaturen, die zu dieser Jahreszeit in der Taiga herrschen, sind sie mit Daunen, Federn und Haaren weich ausgepolstert. Bei einem Gelegeverlust kann bis Mai oder Juni ein Ersatzgelege angelegt werden; Aufzeichnungen hierzu unterscheiden sich je nach Region. Das Gelege einer Jahresbrut besteht aus drei bis fünf Eiern, aus denen nach 19 bis 20 Tagen die Nestlinge schlüpfen. Großgezogen werden drei bis vier Junge, die nach 21 bis 24 Tagen flügge werden. Die Familie bleibt bis zu einem Jahr im Revier der Eltern in einem kleinen Trupp zusammen und die Jungvögel werden mindestens einen Monat lang von den Altvögeln betreut. Die Paare bleiben ihr Leben lang in einer monogamen Bindung zusammen. Wie bei den meisten Rabenvögeln brüten nur die Weibchen.

### Gefahrenabwehr
Unglückshäher verfügen über ein komplexes System zur Abwehr von Fressfeinden. Entdeckt ein Vogel einen potentiellen Feind, ruft er über spezifische Warnrufe Artgenossen herbei, um den Räuber in die Flucht zu schlagen. Die Laute umfassen dabei über 25 verschiedene Rufe, die je nach Art der Bedrohung unterschiedlich ausfallen; so unterscheidet der Unglückshäher beispielsweise zwischen Eulen und Habichten. Die Häher rufen dabei umso häufiger, je enger die Verwandtschaft innerhalb ihrer Kolonie ist. Auch greifen die Vögel nur dann auf das Warnsystem zurück, wenn der Feind offensichtlich ruht. Ist er hingegen aktiv auf Beutesuche, flüchtet der Unglückshäher eher.

## Belege

### Einzelbelege
1. 1 2 3 4  Michael Gerber: Species Unglückshäher. Birds-Online, 22. Februar 2021.
2. ↑  Rote Liste der IUCN, abgerufen am 20. Juni 2009
3. ↑   Bauer et al., S. 65
4. 1 2  IUCN: Siberian Jay. IUCN, 1. Oktober 2016 (englisch).
5. ↑   Bauer et al., S. 65
6. ↑  www.scinexx.de Häher: Warnrufe so komplex wie bei Menschenaffen, abgerufen am 19. Juni 2009